# Nowiny Raciborskie
Nowiny Raciborskie est le plus ancien titre de presse de la région de Racibórz,, dont le premier numéro est sorti en 1889,. Le fondateur du magazine est Jan Karol Maćkowski, tandis que les rédacteurs en chef sont Józef Rostek (pl) et Wacław Rzepecki.